# Angel Rat
Angel Rat ist das sechste Studioalbum der kanadischen Metal-Band Voivod und zugleich das zweite Album für MCA Records. Während der Aufnahmen verließ Bassist Jean-Yves Theriault die Band. Das Album ist das am meisten auf kommerziellen Erfolg ausgerichtete Album von Voivod und verkaufte sich rund 150.000 Mal.

## Entstehung
Nach dem Erfolg des Major-Debüts Nothingface wurde von Voivod erwartet, dass die Band den in Richtung Progressive Metal eingeschlagenen Weg fortführt. Die Erwartungen an das Album waren sehr hoch, nachdem bekannt wurde, dass Voivod als Produzenten Terry Brown engagiert hatte, der sich durch seine Arbeit mit Rush einen Namen gemacht hatte. Brown wollte mit Voivod ein Hit-Album produzieren und so wirkten an den Aufnahmen Gastmusiker wie Ivan Doroschuk von Men Without Hats als Keyboarder mit. Die Arbeitsweise von Terry Brown stieß insbesondere bei Sänger Belanger und Bassist Theriault auf wenig Verständnis. Während sich Belanger mit der Situation arrangierte, beklagte Theriault, dass Voivod keine Kontrolle über die Produktion des Albums hatte. Nachdem er die Aufnahme seiner Bass-Spuren abgeschlossen hatte, teilte ihm Produzent Brown mit, dass er seinen Job erledigt und nun mit der weiteren Produktion nichts mehr zu tun habe. Dies erschien Theriault absurd und er verließ das Studio. Zwar gab es danach noch zwei Treffen mit seinen Bandkollegen, aber eine Einigung über Theriaults Beteiligung am Mix des Albums konnte nicht erzielt werden und er verließ die Band. Aus diesem Grund wird er in den Liner Notes zum Album nicht als Bandmitglied geführt und ist auf keinem der Promofotos zum Album abgebildet.

## Musik und Texte
Angel Rat wird als Album angesehen, das die Fanbasis von Voivod in zwei Lager spaltete. Unter dem Eindruck des Grunge und dem Erfolg von Gruppen wie Soundgarden richtete sich Voivod beim Songwriting für das Album am Mainstream der beginnenden 1990er Jahre aus. Das Ergebnis waren eingängige und kürzere Lieder mit melodischen Refrains und langsameren Grooves. Dem Album mit seinen dezenten Keyboards wird eine melancholische Grundstimmung attestiert. Mit den Liedtexten verließ die Band die Voivod-Thematik der vorangegangenen Alben und ließ sich von einer Vielzahl von Quellen inspirieren. Dazu gehörten James Gleicks Roman Chaos (Nuage Fractal), mythologische Themen (Golem) oder irische und russische Folklore (Angel Rat, The Outcast), sozialpolitische Aussagen finden sich in Best Regards und in None of the Above, aber auch die bisher für Voivod typischen Themen finden sich in Stücken wie Clouds in my House oder Panorama.

## Titelliste
1. Shortwave Intro – 0:25
2. Panorama – 3:10
3. Clouds in My House – 4:47
4. The Prow – 3:30
5. Best Regards – 3:52
6. Angel Rat – 2:52
7. Golem – 3:35
8. The Outcast – 4:33
9. Nuage Fractal – 3:43
10. Freedoom – 4:37
11. None of the Above – 4:08

## Rezeption
Mit der Höchstpunktzahl 7 würdigte Andrea Nieradzik im Metal Hammer das „ungewohnt melodisch[e] und streckenweise sehr straight[e]“ Album für seinen „enormen Abwechslungsreichtum und das teilweise sehr relaxte Feeling“, das einer bestandenen „Reifeprüfung“ nahekomme. Panorama klinge reif, rockig und ungezügelt, The Prow besitze „eine ungeheure Leichtigkeit“ nebst „Hitpotenzial“ und Angel Rat sei langsam, atmosphärisch, „auf einige wesentliche Riffs reduziert“ und einfühlsam vorgetragen. Der Musikexpress begründete seine 4 von 6 möglichen Sternen: „Nie klangen die ambitionierten Melodic-Thrasher zugänglicher als heute.“
Etwa ein Jahr nach der Veröffentlichung, im November 1992, bezeichnete das Rock Power Angel Rat als „grandios“. Chris Glaub meinte 1993 im Break Out, Nothingface und Angel Rat seien „geniale psychedelisch-exzentrische Ergüsse“. Im Rock Hard wurde das Album 1996 in einer Konzertkritik als „melodiebetont“ charakterisiert, und 1997 lautete die elementare Aussage, die Band habe „mit eingängigen, sanfteren Stücken und klarem Gesang“ verblüfft.
Greg Prato schrieb auf der Internetplattform Allmusic, das Album sei ohne Schwächen, liege nur knapp unter der Klasse des Vorgängers, und daher sei die geringe Aufmerksamkeit, die es erfahren habe, unverständlich. Er stellte die Lieder Panorama, Clouds in My House, Golem und Angel Rat besonders heraus und vergab 4 von 5 möglichen Punkten. Auch Goat, der Rezensent von metalreviews.com, bedauerte, dass das songorientierte Angel Rat unterbewertet wurde. Obwohl es für Voivod-Verhältnisse „mainstreamig“ sei, habe es die typische psychedelische Note beibehalten und sei es wert, erkundet zu werden. Seine Favoriten sind: Clouds in My House, The Prow, Twin Dummy, Angel Rat, Golem, The Outcast und Freedoom. Er vergab 80 von 100 Punkten. Ralf von metal-observer.com bezeichnete Angel Rat als Klassiker der 1990er Jahre mit durchgängig hervorragenden Liedern. Sie seien rockig, reif, eingängig und mit außergewöhnlichem Gitarrenspiel angereichert. Die enthüllend-zerbrechlichen Angel Rat und Freedoom seien „nicht von dieser Welt“, während die punkig-rotzigen The Prow und Panorama jede Party beleben könnten. Seine Wertung: 9 von 10 Punkten. Für metalcrypt.com besprach Sargon the Terrible das Album. Es sei das kommerziellste Voivod-Werk, dennoch zu abgedreht für das Mainstream-Publikum. Andererseits für die Metal-Klientel im Grunge-Jahr 1991 zum falschen Zeitpunkt erschienen. Es sei individuell, eigenwillig, kaum zu beschreiben. Statt thrashig-aggressiv sei es entspannt-progressiv, dabei melodisch-eingängig, aber immer noch einzigartig-seltsam. Panorama, Clouds in My House, Angel Rat und Golem fanden besondere Erwähnung neben den vier das Album beschließenden und für ihn eine Einheit bildenden Stücken von The Outcast bis None of the Above. Insgesamt sei das mit 4 von 5 Punkten bedachte Album Voivods zweitbestes nach Nothingface.

## Selbsteinordnung
„[…] unser neues Album [ist] von der Härte her mit Nothingface zu vergleichen […]. Allerdings wurden die progressiven Rock- und Pink Floyd-Elemente von Angel Rat beibehalten, jedoch ohne diesmal eine launisch-niedergeschlagene Stimmung zu vermitteln.“

„Ich höre mir Angel Rat nur noch ganz selten an. Der Vorgänger Nothingface war unser erfolgreichstes Album. Die Leute erwarteten danach einen ähnlich gearteten, spacig-harten Release. Wir taten das Gegenteil, da uns der Wille zu „härter-lauter-schneller“ fehlte. Jetzt kann ich sagen, daß unsere aktuelle Platte ohne den Ausbruch Angel Rat nicht möglich gewesen wäre.“